# 대한민국 민법 제296조
대한민국 민법 제291조는 소멸시효의 중단, 정지와 불가분성에 대한 민법 물권법 조문이다.

## 조문
제296조(소멸시효의 중단, 정지와 불가분성) 요역지가 수인의 공유인 경우에 그 1인에 의한 지역권소멸시효의 중단 또는 정지는 다른 공유자를 위하여 효력이 있다.

第296條(消滅時效의 中斷, 停止와 不可分性) 要役地가 數人의 共有인 境遇에 그 1人에 依한 地役權消滅時效의 中斷 또는 停止는 다른 共有者를 爲하여 效力이 있다.

## 참고 문헌
- 오현수, 일본민법, 진원사, 2014. ISBN 978-89-6346-345-2
- 오세경, 대법전, 법전출판사, 2014 ISBN 978-89-262-1027-7
- 이준현 , LOGOS 민법 조문판례집, 미래가치, 2015. ISBN 979-1-155-02086-9

## 같이 보기
- 용익물권
- 지역권